# Melonycteris melanops
Melonycteris melanops är en däggdjursart som beskrevs av George Edward Dobson 1877. Melonycteris melanops ingår i släktet Melonycteris och familjen flyghundar. IUCN kategoriserar arten globalt som livskraftig. Inga underarter finns listade.
Artepitetet i det vetenskapliga namnet är bildat av de grekiska orden melas (svart) och ops (skepnad).
Arten har ett mörkbrunt huvud och en mörkbrun till svartaktig undersida. Ovansidan är täckt av kanelbrun päls med gul skugga. Melonycteris melanops är så den enda flyghunden där undersidan är mörkare än ovansidan. Arten har en klo vid pekfingret som saknas hos andra släktmedlemmar. På varje sida i underkäken finns två framtänder.
Denna flyghund förekommer på Bismarckarkipelagen. Arten vistas i låglandet och i bergstrakter upp till 1600 meter över havet. Habitatet utgörs av skogar och arten besöker ofta trädgårdar och fruktodlingar.
Individerna vilar ensam i den täta växtligheten eller i bergssprickor. Reviret är cirka fem hektar stort och försvaras mot artfränder. Honor har troligen två kullar per år. Per kull föds en unge.